# Distrito electoral 2 (condado de Cedar, Nebraska)
El distrito electoral 2 (en inglés: Precinct 2) es un distrito electoral ubicado en el condado de Cedar en el estado estadounidense de Nebraska. En el Censo de 2010 tenía una población de 468 habitantes y una densidad poblacional de 6,24 personas por km².

## Geografía
El distrito electoral 2 se encuentra ubicado en las coordenadas 42°49′19″N 97°25′40″O / 42.82194, -97.42778. Según la Oficina del Censo de los Estados Unidos, el distrito electoral 2 tiene una superficie total de 74.94 km², de la cual 72.77 km² corresponden a tierra firme y (2.9%) 2.18 km² es agua.

## Demografía
Según el censo de 2010, había 468 personas residiendo en el distrito electoral 2. La densidad de población era de 6,24 hab./km². De los 468 habitantes, el distrito electoral 2 estaba compuesto por el 96.58% blancos, el 1.07% eran amerindios, el 0.43% eran de otras razas y el 1.92% pertenecían a dos o más razas. Del total de la población el 2.99% eran hispanos o latinos de cualquier raza.